# تشاك كارول
تشاك كارول (بالإنجليزية: Chuck Carroll)‏ هو لاعب كرة قدم أمريكية أمريكي، ولد في 13 أغسطس 1906 في سياتل في الولايات المتحدة، وتوفي في 23 يونيو 2003.